# Scooby-Doo și Monstrul din Loch Ness
Scooby-Doo și Monstrul din Loch Ness (engleză Scooby-Doo! and the Loch Ness Monster) este al șaptelea film animat direct-pe-video bazat pe serialul Scooby-Doo. A fost realizat în 22 iunie 2004 și a fost produs de studioul de animație Warner Bros. (cu toate că Warner Bros. a absorbit complet studioul Hanna-Barbera pe vremea asta, Hanna-Barbera încă a fost creditat ca deținător al drepturilor de autor și filmul se închide cu sigla H-B).
Premiera în România a fost în 23 septembrie 2006 pe canalul Cartoon Network (în cadrul lui Cartoon Network Cinema) și se difuzează și pe Boomerang (în cadrul lui Boomerang Cinema).

## Premis
Scooby-Doo și prietenii săi pleacă în vacanță în Scoția și se găsesc față-n față cu cea mai grea misiune a lor: confruntarea cu monstrul din Loch Ness. Cei cinci au motive să creadă că arătarea există cu adevarat, ceva misterios făcându-și apariția în fiecare noapte la fereastra castelului familiei lui Daphne. Întrebarea se pune dacă Echipa Misterelor va reuși să dea și de urma celui mai căutat și cunoscut monstru din lume.

## Legături externe
- Scooby-Doo și Monstrul din Loch Ness la Internet Movie Database